# Myrmeleon (Myrmeleon) commoni
Myrmeleon (Myrmeleon) commoni is een insect uit de familie van de mierenleeuwen (Myrmeleontidae), die tot de orde netvleugeligen (Neuroptera) behoort. 
Myrmeleon (Myrmeleon) commoni is voor het eerst wetenschappelijk beschreven door New in 1985.